# Provinca Hato Mayor
Hato Mayor (španska izgovarjava: [ˈato maˈʝor] (sl. večje živinorejsko okrožje) je provinca Dominikanske republike. Do leta 1984 je bila del skupne province s provinco El Seibo.

## Občine in občinski okraji
Provinca je bila 20. junija 2006 razdeljena na naslednje občine in občinske okraje (D.M.-je):
- El Valle
- Hato Mayor del Rey
  - Guayabo Dulce (D.M.)
  - Mata Palacio (D.M.)
  - Yerba Buena (D.M.)
- Sabana de la Mar
  - Elupina Cordero de las Cañitas (D.M.)

Spodnja tabela prikazuje števila prebivalstev občin in občinskih okrajev iz popisa prebivalstva leta 2012. Mestno prebivalstvo vključuje prebivalce sedežev občin/občinskih okrajev, podeželsko prebivalstvo pa prebivalce okrožij (Secciones) in sosesk (Parajes) zunaj okrožij.
| Občina              | Skupno | Mestno prebivalstvo | Podeželsko prebivalstvo |
| ------------------- | ------ | ------------------- | ----------------------- |
| El Valle            | 3.855  | 1.054               | 2.801                   |
| Hato Mayor del Rey  | 70.141 | 61.576              | 8.565                   |
| Sabana de la Mar    | 10.582 | 5.054               | 5.528                   |
| Provinca Hato Mayor | 84.578 | 67.684              | 16.894                  |

Za celoten seznam občin in občinskih okrajev države, glej Seznam občin Dominikanske republike.  